# فايزال طاهر
أحمد فايزال بن محمد طاهر أو المعروف باسم فايزال طاهر (ولد في 26 أكتوبر 1978) هو فناني تسجيل ماليزي وملحن وناشر أصبح معروفا بكونه الوصيف الأول في عرض واحد في مليون ريال. وهو عضو سابق في مجموعة ناسيد، ميروانا، وهو أيضا محامي تلفزيوني. فايزال هو تحت إدارة 8 وحدات. لديها فايزال أيضا شركة تسجيل اسمه المؤمنين الموسيقى.

## الحياة الشخصية
أثناء وجوده في المدرسة، كان عضوا في النقاش في اللغة الإنجليزية في مدرسة بوكيت غادينغ الثانوية في عام 1995. وخلال المدرسة كان لديه أيضا فرقة نشطة جدا وكان أعضائه من نفس المدرسة. بعد أن أكمل تعليمه، ودرس في UITM. هو الآن متزوج من ستي فيصل Raihanim النوران عرفه منذ دراسته في UITM,ومنحت أسرتهم في سيلانغور ست نقاط خفيفة، وهي أحمد مكايل زيدان (من مواليد 2003)، وسيتي روداه نور إيمان (من مواليد 2005)، وأحمد رفاعي زيدان (ولد في 18 فبراير / شباط 2009)، وسيتي روحة نور جانا (ولدت في 19 مارس / آذار 2011) سيتي نوار ملايكا (مواليد 2013) وخالد الوليد (مواليد 2015). ويعتبر فايزال الطفل الثاني لسبعة أشقاء لوالديه، ومزليبة عايشة باوان ته، ومحمد طاهر عبد الرحمن، وهو أيضا شقيق زوجة نازري نوران، مدير محطة إذاعية. كانت هناك شائعات في أواخر العقد الأول من القرن الحادي والعشرين أن أغنية فايزال نادرا ما لعبت من قبل عصر، لأن نازري، الذي كان يدير المحطة في ذلك الوقت، أراد أن «يتجنب أن يكون مخطئا على أنه يمارس المحسوبية».
أنشأ فايزال استوديو يسمى هوم سويت ستوديو في أوكاي بيردانا، أمبانغ، حيث ساهم في أعمال لفنانين آخرين مثل فردوس، ديانغ نورفيزا، ميروانا ومجموعة راست. أسس الآن شركته تسجيل الخاصة، المؤمنين الموسيقى في عام 2014.

## روابط خارجية
- فايزال طاهر على موقع IMDb (الإنجليزية)
- فايزال طاهر على موقع ميوزك برينز (الإنجليزية)
- فايزال طاهر على موقع أول ميوزيك (الإنجليزية)
- فايزال طاهر على موقع ديسكوغز (الإنجليزية)
- فايزال طاهر على موقع قاعدة بيانات الفيلم (الإنجليزية)